# Solar dos Soveral

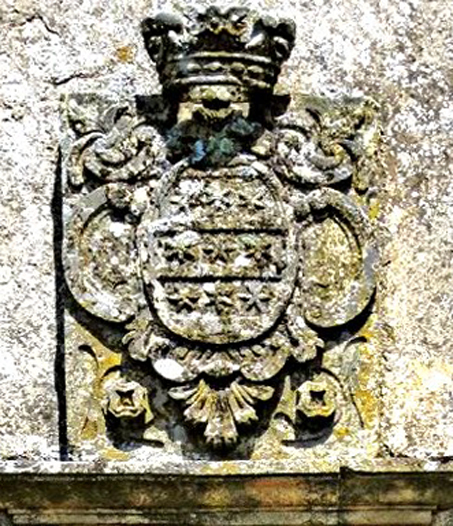
Pedra de armas do solar dos Soveral, em Sernancelhe

O Solar dos Soveral é um solar atualmente em ruínas em Sernancelhe.
O Solar dos Soveral, ultimamente conhecido como Casa dos Condes da Lapa, fica no centro da vila de Sernancelhe, próximo da Igreja Matriz, estendendo-se um grande jardim à ilharga, que termina com um mirante sobre a abrupta encosta da serra da Lapa. A sua Capela de S. Teotónio, com uma porta de arco ogival, encontra-se em ruínas. O corpo principal da casa estende-se à direita desta capela, com uma parte da fachada recuada, formando um pátio interior, murado para a rua, onde está a pedra de armas e donde se acede à porta de entrada por uma escadaria e patamar suportado por colunas e cercado no exterior pela balaustrada que acompanha as escadas. Pelas traseiras têm-se acesso ao referido jardim. O conjunto arquitectónico sofreu algumas reformas nos finais do séc. XVI, mas depois disso pouco mudou, salvo a ruína em que entretanto foi caindo, pois desde os finais do séc. XVIII a família deixou de aí habitar.[carece de fontes?]

## Família Soveral
A ligação da linhagem Soveral a Sernancelhe é muito antiga, pois aí herdaram a honra da Lapa, que vinha desde os tempos pré-nacionais.
O solar e sua contígua capela de S. Teotónio datam de meados do séc. XIV, quando Fernão (Peres) de Soveral, alcaide-mor de Celorico da Beira (5 de Março de 1359), senhor das honras de Soveral (Lafões) e da Lapa, aí instituiu em 1369 o morgadio e capela de S. Teotónio de Sernancelhe, conforme consta na lápide do túmulo de seu descendente, referida adiante.
De Fernão de Soveral foi 5.º neto, sucessor e por varonia, Gaspar de Soveral, 6.º morgado de S. Teotónio de Sernancelhe, que a 16 de Outubro de 1565 instituiu na matriz a capela de Nossa Senhora do Pranto, onde foi sepultado. Depois de viúvo de sua mulher D. Violante de Carvalho, Gaspar de Soveral foi cavaleiro professo da Ordem de Malta, comendador de Sernancelhe nesta ordem e abade da freguesia (1553). Na segunda metade do séc. XX a igreja matriz de Sernancelhe sofreu grandes obras de restauro, que nomeadamente substituíram o teto da capela-mor, em adiantado estado de degradação. Aí se podiam ver, antes desta intervenção, as armas dos Soveral num escudo oval, sobre a cruz da Ordem de Malta, que Gaspar de Soveral mandou pintar, sendo abade e comendador de Sernancelhe. Da mesma época (finais do séc. XVI) é a pedra de armas que mandou colocar no seu solar de Sernancelhe, também um escudo oval com Soveral em pleno, encimado por um coronel de nobreza. Esta bela pedra de armas é um exemplar valioso, pois apresenta características muito evoluídas em comparação com o que então se fazia em Portugal, assemelhando-se ao que nessa época aparece nomeadamente em Itália, mas também em Malta, lugares que Gaspar de Soveral certamente visitou.
Gaspar de Soveral não teve filhos de sua mulher, mas em Francisca de Queiroz teve o filho sucessor, Pedro de Soveral, legitimado por carta real de 12 de Novembro de 1551, que em 1586 instituiu a capela do Santíssimo, no santuário da Lapa, onde foi sepultado com a seguinte inscrição: «Jazigo e capela dos sucessores de Pedro de Sovral, fidalgo da Casa d’el Rei, da Ordem de Cristo, sendo Morgado de Sernancelhe, ano de 1586, instituído por Fernão Pires do Sovral, Alcaide Mor de Celorico, por merce de el Rei D Pedro, no ano de 1366». Pedro de Soveral, 7.º morgado de S. Teotónio e 2.º de Nossa Senhora do Pranto, fidalgo da Casa Real e cavaleiro da Ordem de Cristo (12 de Maio de 1581), tirou o bacharelato em Cânones na Universidade de Salamanca e depois matriculou-se na Universidade de Coimbra, onde concluiu a licenciatura em 1556. Foi sucessivamente juiz de fora da Covilhã, escrivão da auditoria-geral da gente de guerra (9 de Junho de 1581), desembargador dos Agravos e da Casa da Suplicação de Lisboa (9 de Março de 1585), procurador da Coroa e chanceler-mor do reino no tempo de D. Filipe II.
Pedro de Soveral e sua mulher D. Maria de Almeida Castello-Branco tiveram muitos filhos, todos ilustres. O primogénito foi D. Francisco de Soveral, bispo de S. Tomé (5 de Outubro de 1623) e de Angola e Congo (8 de Fevereiro de 1627), frade de Santa Cruz de Coimbra, cónego regrante de Santo Agostinho (1588), doutorado em Teologia pela Universidade de Coimbra (10 de Junho de 1619), deputado da Mesa do Santo Ofício, etc. Matriculou-se na Universidade de Coimbra em 1595, sendo referido como D. Francisco de Soveral, padre de Stª Cruz. Faleceu bispo de Angola e Congo a 5 de Janeiro de 1642, sendo sepultado na igreja do forte de Nossa Senhora da Victória de Massangano e depois trasladado para a catedral de Luanda. Os outros filhos foram Nicolau de Soveral, almirante-general do Estado da Índia e governador de Mombaça; José de Soveral, abade de Sernancelhe; Lourenço de Soveral, lente da Universidade de Coimbra, abade de S. Tiago de Marialva (24 de Março de 1635) e de Nossa Senhora da Assunção de Casteição (1622), que em 1605 se matriculou em Cânones na Universidade de Coimbra, tirando o bacharelato a 10 de Junho de 1614, a formatura a 10 de Abril de 1616 e mais tarde o doutoramento, em 1635; D. Roque de Soveral, Dom frei geral da Ordem de Cristo, doutorado em Teologia pela Universidade de Salamanca, deputado da Mesa do Santo Ofício, etc., que publicou uma «História do insigne aparecimento de Nossa Senhora da Luz e suas obras maravilhosas», editada em 1610 por Pedro Craesbeeck, e um sermão pregado nas exéquias da rainha D. Margarida de Áustria, professou em 1590 e faleceu com 90 anos a 10 de Setembro de 1660, sendo sepultado no convento de Tomar; João Fernandes de Almeida, licenciado em Leis pela Universidade de Coimbra (1612), desembargador da Relação do Porto, familiar do Santo Ofício (20 de Julho de 1613) e inquisidor de Goa, etc. que esteve em Roma, tendo-lhe o Papa Clemente VIII concedido a 31 de Janeiro de 1600 uma pensão de 50.000 réis anuais a pagar na Mesa Episcopal; e finalmente Teotónio de Soveral de Almeida, o mais novo, que acabou por suceder.
Teotónio de Soveral de Almeida, 8.º morgado de S. Teotónio de Sernancelhe, 3.º morgado de Nossa Senhora do Pranto e 2.º morgado da Lapa, foi fidalgo da Casa Real e cavaleiro da Ordem de Cristo (1606), tendo recebido de D. Filipe I e D. Filipe II tenças de 30.000 reais e carta de privilégio de fidalgo. Nasceu cerca de 1573 e esteve matriculado em Instituta na Universidade de Coimbra em 1598 e 1599. Casou com D. Catarina de Carvalho e Vasconcellos, senhora do couto de Vieiro, em Ervedosa (Pinhel) e do reguengo da Alagoa de Viseu, no Algarve. Entre os seus filhos destaca-se o primogénito, Teotónio de Soveral de Carvalho e Vasconcellos, que foi moço fidalgo e fidalgo escudeiro, sendo a 3 de Dezembro de 1674 acrescentado fidalgo cavaleiro da Casa Real, com 2.000 réis de moradia, e que morreu solteiro na Índia, em vida de seu pai; João de Soveral de Carvalho, sucessor; e Francisco de Soveral, que instituiu um morgadio de capela no couto de Vieiro (em que sucedeu seu sobrinho João, que a 10 de Abril de 1742 obteve provisão para sub-rogar certos bens que pertenciam a este vínculo), que faleceu solteiro, sem geração.
João de Soveral de Carvalho (1625-1668), fidalgo da Casa Real, sucessor nos morgadios do pai, nomeadamente no solar de Sernancelhe, e a seu tio Francisco no morgadio e capela do couto de Vieiro, foi mestre-de-campo de Auxiliares de Viseu e comendador de Santa Maria de Sortelha na Ordem de Cristo (8 de Julho de 1642), A 25 de Janeiro de 1641, com 16 anos de idade, tendo já servido nas guerras da Restauração, requereu o hábito de Cristo de seu pai, mas foi-lhe recusado por não ter ainda 18 anos, vindo só a ter dispensa de menoridade a 9 de Maio de 1643, com 18 anos incompletos, embora no ano anterior já tivesse tido mercê da antedita comenda. João de Soveral de Carvalho, que também aparece como João de Soveral de Almeida, casou duas vezes, a primeira com D. Lourença Maria de Mesquita, de quem só teve filhas, todas freiras no convento de Nossa Senhora da Purificação de Moimenta da Beira, e a segunda vez com D. Maria de Vasconcellos e Almeida, de quem teve João de Soveral de Carvalho, o primogénito, fidalgo cavaleiro da Casa Real, com 2.000 reais de moradia por mês e 1 alqueire de cevada por dia (1674 e 1701), que faleceu solteiro sem geração; Manuel de Almeida de Vasconcellos, cavaleiro professo da Ordem de Malta e nesta ordem grã-cruz e presidente do Conselho de Guerra; e Teotónio de Soveral de Carvalho e Vasconcellos, que acabou por suceder.
Teotónio de Soveral de Carvalho e Vasconcellos, baptizado a 25 de Março de 1664 em Sernancelhe, foi fidalgo cavaleiro da Casa Real (3 de Dezembro de 1674), cavaleiro da Ordem de Cristo e mestre-de-campo dos Auxiliares de Viseu (1706). Em 1732 reformou a sua capela do Santíssimo no santuário da Lapa, onde jaz. Casou com sua prima D. Josefa Maria Bandeira Freire de Vasconcellos, morgada de Tabosa, e tiveram vários filhos, sendo o primogénito João de Soveral de Carvalho e Vasconcellos, capitão de Cavalaria, moço-fidalgo e fidalgo escudeiro (10 de Abril de 1701), acrescentado fidalgo cavaleiro da Casa Real a 30 de Outubro de 1703, que a 17 de Janeiro de 1689 teve mercê da Ordem de Cristo com 12.000 réis de tença, sendo ainda menor, pelo que só recebeu o hábito em 1701, já com 88.000 réis, e que faleceu antes de seu pai; Rodrigo de Soveral de Carvalho e Vasconcellos, que sucedeu; José de Vasconcellos, cavaleiro professo, comendador e grã-cruz da Ordem de Malta, governador de Angola (1758), embaixador, capitão-tenente da Armada Real, etc., falecido a 2 de Janeiro de 1771; Luís Bandeira Galvão, governador de Castelo Rodrigo, fidalgo cavaleiro da Casa Real (30 de Outubro de 1703), etc., que casou mas não teve geração; e João António Pereira de Vasconcellos, fidalgo cavaleiro da Casa Real (30 de Outubro de 1703), que faleceu solteiro.
O Dr. Rodrigo de Soveral de Carvalho e Vasconcellos sucedeu no solar de Sernancelhe, sendo aí baptizado a 10 de Julho de 1695. Foi o 11.º morgado de S. Teotónio de Sernancelhe, 6.º morgado de Nossa Senhora do Pranto de Sernancelhe, 5.º morgado da Lapa e 4.º morgado do Couto de Vieiro. Fidalgo cavaleiro da Casa Real (30 de Outubro de 1703), cavaleiro da Ordem de Cristo e familiar do Santo Ofício (22 de Julho de 1727), formou-se em Cânones pela Universidade de Coimbra e foi desembargador da Relação do Porto e cidadão nobre da governança de Viseu, sendo nomeadamente vereador do Senado da Câmara pela nobreza em 1744. Foi ainda o 1.º senhor de juro e herdade da Lapa, por mercê de 17 de Dezembro de 1753. Casou com D. Antónia Joana de Lemos e Sousa Alcoforado, tia do 1.º barão de Vila Pouca, mas não tiveram geração, pelo que lhe sucedeu seu sobrinho materno José de Almeida de Soveral de Carvalho e Vasconcellos, filho de sua irmã D. Mariana Antónia Tereza de Soveral e Vasconcellos e o marido e primo José Manuel de Almeida Leitão, 11.º senhor de Moçâmedes e da honra de Lamaçães, fidalgo cavaleiro da Casa Real (20 de Abril de 1743, pelos serviços do sogro e a requerimento do cunhado doutor Rodrigo de Soveral de Carvalho e Vasconcellos), mestre-de-campo dos Auxiliares de Pinhel, capitão-mor de Lafões, etc.
José de Almeida de Soveral de Carvalho e Vasconcellos (S. Pedro do Sul, 1737 – Lisboa, 12 de Abril de 1812) foi governador e capitão-general de Angola (1784–1790), onde fundou a cidade de Moçâmedes, governador de Goiás (Brasil), do Conselho do Ultramar, fidalgo cavaleiro da Casa Real (27 de Março de 1750), alcaide-mor de Barcelos e comendador de Santa Maria de Manteigas (Guarda) e de Santa Maria de Alcofra (Vouzela) na Ordem de Cristo (2 de Novembro de 1785). Sucedeu ao pai como 12.º senhor de juro e herdade de Moçâmedes (19 de Fevereiro de 1785) e da honra de Lamaçães, e ao tio materno como 2.º senhor de juro e herdade da Lapa (20 de Abril de 1760), 12.º morgado de S. Teotónio de Sernancelhe, 7.º de Nossa Senhora do Pranto, 6.º morgado da Lapa e 5.º morgado do Couto de Vieiro. A 13 de Agosto de 1779 teve o título de barão de Moçâmedes, de juro e herdade, e a 8 de Fevereiro de 1805 foi feito visconde da Lapa. Casou com D. Maria Antónia de Portugal e Souza, filha dos morgados de Mateus, e foram pais do sucessor, Manuel de Almeida e Vasconcellos de Soveral
Manuel de Almeida e Vasconcellos de Soveral de Carvalho da Maia Soares de Albergaria (Lisboa, 2 de Outubro de 1774 – Lisboa, 29 de Julho de 1832) foi conselheiro de Estado (21 de Agosto de 1822), 2.º visconde da Lapa e de Moçâmedes (1812), e a 31 de Agosto de 1822 foi feito conde da Lapa com tratamento de Dom. Aos 16 anos sucedeu a seu pai como governador e capitão-general de Angola (1790–1797). Foi moço fidalgo da Casa Real (20 de Março de 1789), Par do Reino hereditário, vedor da Casa Real, embaixador na Rússia e nos EUA, membro da Real Academia das Ciências de Lisboa, alcaide-mor de Barcelos, comendador de Santa Maria de Manteigas e Santa Maria de Alcofra na Ordem de Cristo, etc. Devido à extinção dos morgadios, foi o último senhor dos vários que administrava. Casou com D. Francisca de Paula da Câmara e Menezes, irmã do 1.º conde de Belmonte, sendo pais do sucessor, D. Manuel.
D. Manuel de Almeida e Vasconcellos de Soveral de Carvalho da Maia Soares de Albergaria (Lisboa, 30 de Dezembro de 1811 – Lisboa, 17 de Novembro de 1898), foi 2.º conde da Lapa e 3.º visconde de Moçâmedes, Par do Reino hereditário, vedor e porteiro-mor da Casa Real, que a 21 de Maio de 1872 teve uma tença de 130.000 réis por sucessão de sua mãe, a condessa D. Francisco de Paula da Câmara e Menezes. Casou com D. Francisca de Paula Luísa de Sousa Coutinho, filha dos marqueses de Borba e condes de Redondo, sendo pais de D. Manuel de Almeida e Vasconcellos, o primogénito; e de D. José Francisco de Almeida e Vasconcelos (Lisboa, 23 de Fevereiro de 1840 – Lisboa, 25 de Abril de 1908), moço fidalgo da Casa Real, vedor da rainha D. Maria Pia, comendador da Ordem de Nossa Senhora da Conceição de Vila Viçosa, cavaleiro da Torre e Espada, licenciado em Agronomia, etc., que sucedeu como barão de Moçâmedes, sendo a 21 de Março de 1886 acrescentado visconde e a 19 de Maio do mesmo ano acrescentado conde de Moçâmedes, tendo casado com D. Maria Margarida Braamcamp de Mello Breyner, filha dos 2.os condes de Sobral de Monte Agraço, com geração feminina.
D. Manuel Francisco de Almeida e Vasconcellos (Lisboa, 4 de Junho de 1833 – Lisboa, 17 de Novembro de 1898) já não usou o nome Soveral a que seu avô e bisavô estavam obrigados por exigência dos morgadios, entretanto extintos. Foi moço fidalgo da Casa Real, Par do Reino hereditário e vedor e porteiro-mor da Casa Real, mas não chegou a suceder como conde da Lapa, pois morreu meia hora antes de seu pai. Casou com D. Maria das Dores de Sá Pereira e Menezes, filha dos 3.os condes de Anadia, e só tiveram uma filha, D. Maria Luísa do Carmo de Almeida e Vasconcellos (Lisboa, 25 de Abril de 1864 – 20 de Novembro de 1886), herdeira da Casa Lapa, que faleceu na sequência do parto de seu terceiro filho, D. Pedro, tendo casado a 15 de Fevereiro de 1882 com D. Francisco Xavier Lobo de Almeida de Mello e Castro (Lisboa, S. Sebastião da Pedreira, Palácio Galveias, 9 de Março de 1860 – 2 de Maio 1900, de pneumónica), Moço-Fidalgo da Casa Real, Diplomata (secretário do Marquês de Soveral em Londres), neto paterno dos 7.os condes das Galveias e neto materno dos 1.os duques de Palmela .
Destes foi filho sucessor D. Manuel das Misericórdias de Mello e Castro de Almeida e Vasconcellos (Cascais, 9 de Outubro de 1885 – Celorico da Beira, 14 de Setembro de 1942), Moço-Fidalgo da Casa Real, que sucedeu ao bisavô materno como 3.º conde, 4.º visconde da Lapa e 5.º barão de Mossâmedes.
Seu filho sucessor, D. Manuel Francisco de Almeida e Vasconcellos (Lisboa, 20 de Setembro de 1914 – Celorico da Beira, 11 de Dezembro de 1979), nunca se encartou nos títulos de seu pai. Foi um conhecido pintor, que usou o nome ou pseudónimo de Manuel Lapa.